# 郵電局 (澳門)

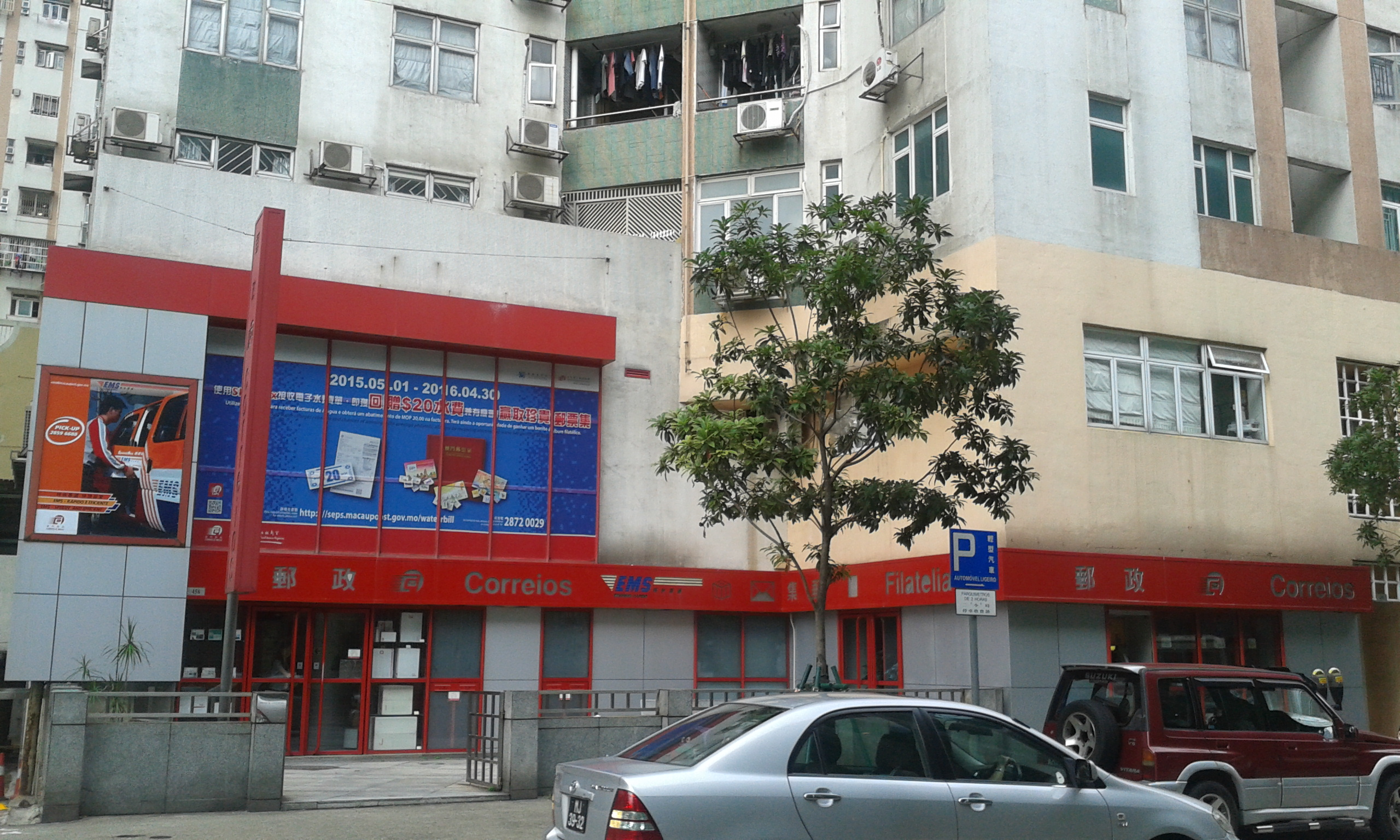
濠景郵政分局

郵電局（葡萄牙語：Direcção dos Serviços de Correios e Telecomunicações，葡文縮寫：CTT）是澳門特別行政區政府下轄的局級政府部門，負責郵政、儲金服務及其發展，以及監管澳門的電信業。其郵政範疇的對外品牌名稱為：澳門郵政（葡萄牙語：Correios de Macau）
1884年，郵電廳成立，後來升格為郵電司。澳門回歸後，改為郵電局。2000年，郵電局之郵政業務移撥給郵政局，電信方面的業務由電信暨資訊科技發展辦公室負責（2006年升格為電信管理局）。2017年，郵政局和電信管理局合併，並再度設立郵電局。它的公眾接待中心位於新馬路議事亭前地側的郵電局大樓，此大樓具葡萄牙特色，是澳門著名的地標。
22°11′35.9″N 113°32′24.7″E / 22.193306°N 113.540194°E

## 歷史沿革
- 1869年6月，設立第一個郵局。
- 1878年，成為萬國郵政聯盟會員。
- 1884年3月1日，澳葡政府批准成立「郵電廳」，並任命土生葡人李加祿·蘇沙為郵電廳負責人。同一天發行首枚澳門郵票。
- 1917年，郵政儲金服務開始運作。
- 1927年，經營電訊服務。
- 1962年-1980年，郵電廳臨時接管澳門廣播電台。
- 1980年，澳葡政府重組郵電廳，並將升格為「郵電司」（葡萄牙語：Direcção dos Serviços de Correios e Telecomunicações、縮寫作），專門經營郵政、電信、電話和通信系統通訊等業務，同時負責溝通本地區與對外的通信聯絡。
- 1981年，政府批准把經營公共電訊專營服務合同授予澳門電訊有限公司，這標誌著郵電司結束電訊服務供應者的職能。
- 1982年，郵電司承擔電訊服務規管及無線電頻譜管理的職責。
- 1999年12月20日，澳門回歸後，郵電司更名為「郵電局」（第一代）。
- 2000年6月，電信暨資訊科技發展辦公室成立，電訊服務規管及無線電頻譜管理的職責被交由該辦公室處理。同時，郵電局則依照5月5日由行政會通過修改的郵電局名稱及其權限的行政法規，整體變更為「郵政局」，只負責郵政方面的事務。
- 2006年，郵政局開展電子認證服務。同年附屬於郵政局的通訊博物館啟用。
- 2008年，設立安全電子郵務範圍。
- 2015年12月18日，郵政局推出「易郵箱」服務，市民於非辦公時間亦能領取郵件。
- 2016年5月13日，郵政局局長劉惠明表示，郵政局和電信管理局將於該年合併[1]。2016年12月9日，行政會完成討論《修改〈郵政局組織規章〉》行政法規草案，並於2016年12月19日在特區公報刊登第29/2016號行政法規《修改〈郵政局組織規章〉》，宣佈把電信管理局與郵政局合併為「郵電局」（第二代），於2017年元旦日生效。[2][3]
- 2021年4月1日，儲金局終止西联汇款服務。

## 服務
澳門郵電局的服務包括以下項目：
- 負責郵政、寄送包裹業務；
- 特快專遞

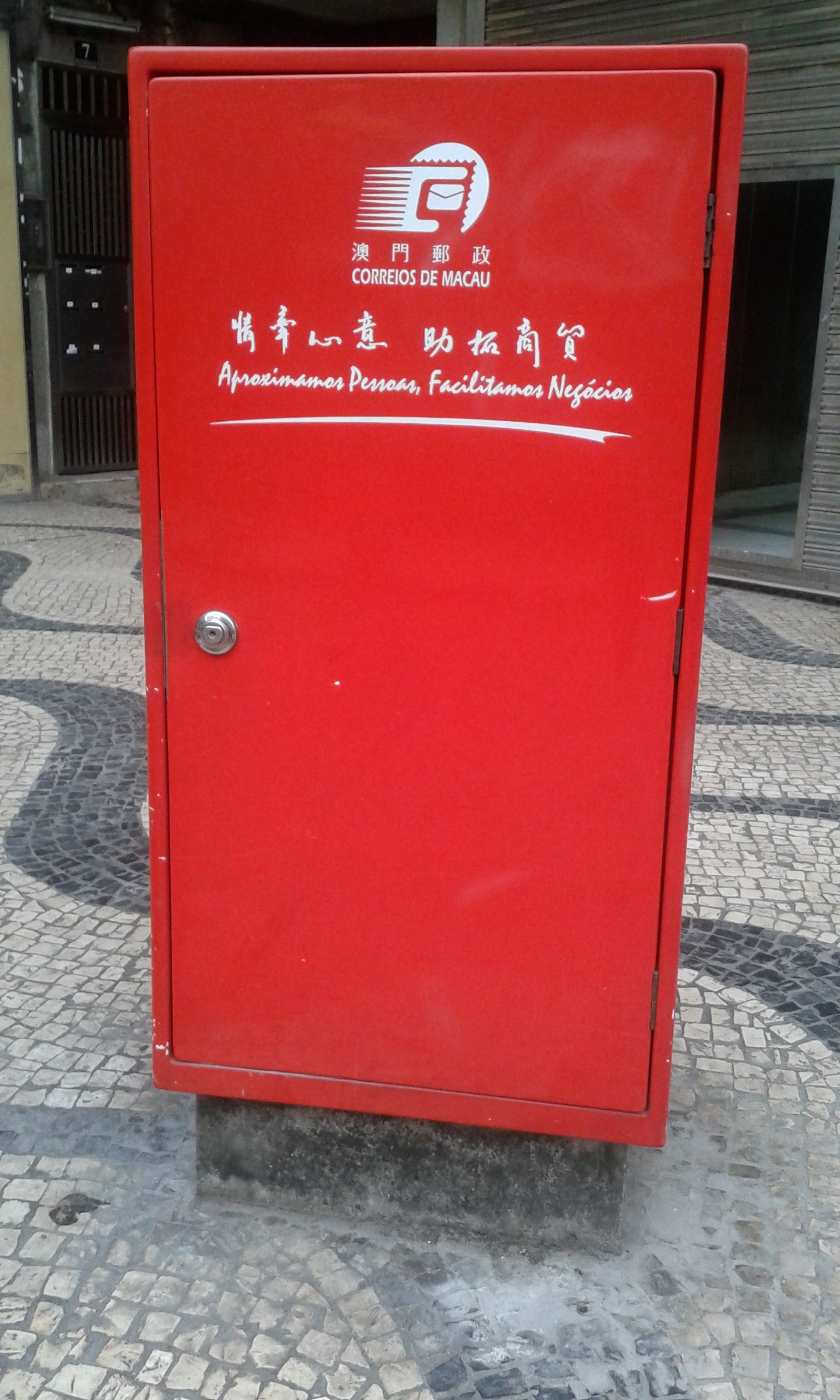
現時澳門街頭的一個郵件儲存箱

- 促進適合市場需要的郵政服務，郵政產品的製造與發展；
- 擔任貨幣信貸機關；
- 兼任銀行性質業務，輔助行政當局執行社會及房屋政策；
- 偍供電子認證服務；
- 推廣易服務；
- 通訊博物館；
- 安全電子郵務。
- 監察、促進、協調一切與電信業有關的活動。

## 職責
- 促進對郵政及電信範疇的國際協議、協定、規章等的適用，並代表該等範疇；
- 確保以本區作為原寄地、轉運地或寄達地之郵政運輸之相關活動；
- 與有權限之國際機構建立郵政關係；
- 促進創設及發展與市場需要相符之郵政服務及產品；
- 確保郵票及其他形式之郵資之製造、發行、分發及商業化，以及確保自動蓋銷郵資之經營；
- 促進郵票及其他集郵品之商業化；
- 促進向本地區居民，特別向大客戶提供郵政服務及產品；
- 藉開展銀行性質的業務，促進執行行政當局的社會及房屋政策，並具有信用機構的性質；
- 提供電子認證服務；
- 管理通訊博物館；
- 提供電子商務服務；
- 負責規管、監察、促進電信業，並確保電信業的公平競爭；
- 確保電信服務使用者的權益；
- 確保電信經營者完全履行營業牌照或特許合同所定的義務；
- 向網絡經營者及服務提供者發出規範性指引，以確保電信活動有系統地發展；
- 負責管理和監察無線電頻譜；
- 訂定電信器材及設備的技術標準，並加以規範、核准、認可、監管和檢測；
- 根據電子文件及電子簽名的法律制度的規定，認可和監察認證實體；
- 促進資訊科技領域的發展；
- 協助訂定郵政、電信及資訊科技的政策。

## 組織法例
- 第24/85/M號法令（1985年3月30日《澳門政府公報》）核准郵政儲金局規章。
- 第2/89/M號法令（1989年1月9日《澳門政府公報》）核准郵政局組織法規。
- 第50/99/M號法令（1999年9月27日《澳門政府公報》）核准郵政局財政制度法規。
- 第88/99/M號法令（1999年11月29日《澳門政府公報》）訂定在提供郵政服務、設置及使用郵政基礎設施時須遵守之一般原則。
- 第381/2005號行政長官批示（2005年11月28日《澳門特別行政區公報》）郵政局獲豁免從事認證業務的認可。
- 第2/2006號行政法規（2006年1月23日《澳門特別行政區公報》）修改郵政局組織規章。
- 第10/2010號行政法規（2010年5月24日《澳門特別行政區公報》）修改訂定郵政局財政制度的九月二十七日第50/99/M號法令。
- 第66/2010號行政命令（2010年8月2日《澳門特別行政區公報》）郵政局人員編制。
- 第29/2016號行政法規（2016年12月19日《澳門特別行政區公報》）修改《郵政局組織規章》。
- 第39/2023號行政命令（2023年6月26日《澳門特別行政區公報》）修改郵電局人員編制。

## 組織架構

### 機關
- 局長、副局長
- 行政委員會

### 組織附屬單位
- 郵務廳
  - 郵政交換中心
  - 國際會計及對外關係處
- 商業廳
  - 集郵處
  - 營業處
- 電子業務廳
  - 電子認證服務處
  - 電子商務處
- 郵政儲金局
  - 行政、會計及基金管理處
  - 金融業務處
- 電信管理廳
  - 規管事務處
  - 市場及競爭處
  - 標準及技術處
- 資訊科技發展及資源管理廳
  - 資訊科技發展處
  - 電信資源管理處
- 財政及人力資源管理廳
  - 財政處
  - 人力資源管理處
- 組織及資訊處
- 工程、設施管理及總務處
- 公共關係及總檔案處

## 郵政系統
截止2023年，澳門一共設有16間郵政局，1所郵政處理及派遞中心，兩個傳統郵亭，30個自動售郵票機，60個郵筒以及1間郵政商店。

### 郵政分局
| 地區                     | 郵政分局名稱                               | 地址                                                                      |
| ------------------------ | ------------------------------------------ | ------------------------------------------------------------------------- |
| 澳門半島                 | 公眾接待中心                               | 議事亭前地郵電局總部大樓                                                  |
| 澳門半島                 | 水坑尾郵政分局                             | 水坑尾街162號公共行政大樓地下                                             |
| 澳門半島                 | 紅街市郵政分局                             | 雅廉訪大馬路92號地下                                                      |
| 澳門半島                 | 筷子基郵政分局                             | 沙梨頭南街筷子基社屋快達樓地下A舖                                         |
| 澳門半島                 | 望廈郵政分局                               | 慕拉士大馬路望廈社屋-望德樓地下H舖， I舖及J舖                             |
| 澳門半島                 | 文化中心郵政分局                           | 冼星海大馬路澳門文化中心                                                  |
| 澳門半島                 | 碼頭郵政分局                               | 外港碼頭地下（入境層）                                                    |
| 澳門半島                 | 郵政處理及派遞中心                         | 馬交石炮台斜路                                                            |
| 氹仔                     | 機場郵政分局                               | 氹仔機場客運大樓離境層                                                    |
| 氹仔                     | 濠景郵政分局                               | 氹仔布拉干薩街濠景花園30座翠菊苑地下                                      |
| 氹仔                     | 海洋花園郵政分局                           | 氹仔花園街海洋花園紫鵑苑地下                                              |
| 氹仔                     | 嘉模郵政分局（前氹仔郵政分局）             | 氹仔嘉路士米耶馬路郵政局大樓                                              |
| 氹仔                     | 氹仔碼頭自助郵務中心（前氹仔碼頭郵政分局） | 氹仔客運碼頭入境大堂﹝運作至2024年9月11日﹞2025年6月5日改爲自助郵務中心。 |
| 路環                     | 路環郵政分局                               | 路環打纜街郵政局大樓                                                      |
| 路環                     | 石排灣郵政分局                             | 路環和諧廣場業興大廈X座1樓A座                                             |
| 澳門大學新校區           | 澳門大學郵政分局                           | 澳門氹仔大學大馬路澳門大學薈萃坊地下G004室                                |
| 港珠澳大橋澳門口岸管理區 | 港珠澳大橋自助郵務中心                     | 港珠澳大橋澳門邊檢大樓地下                                                |

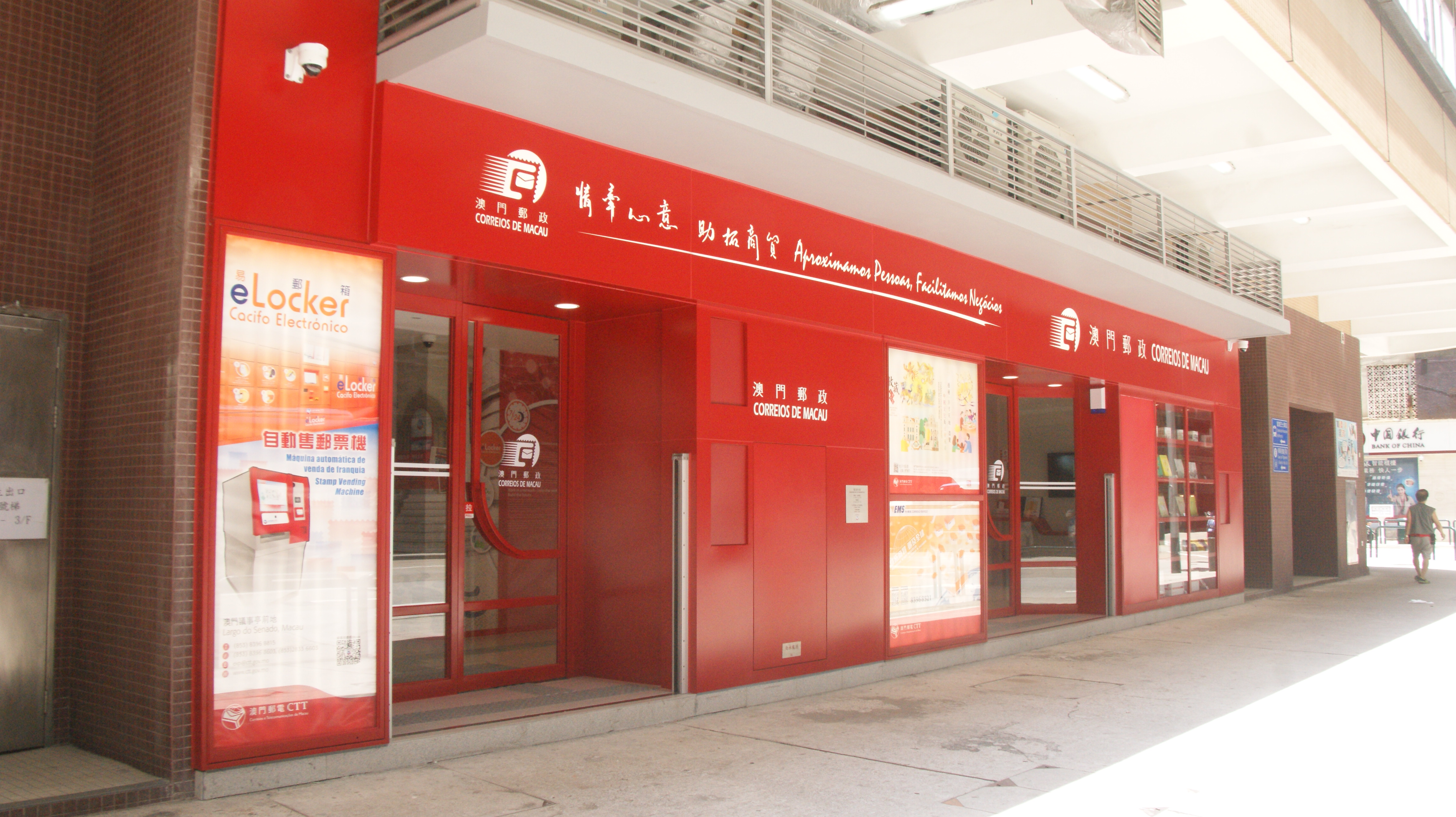
望廈郵政分局
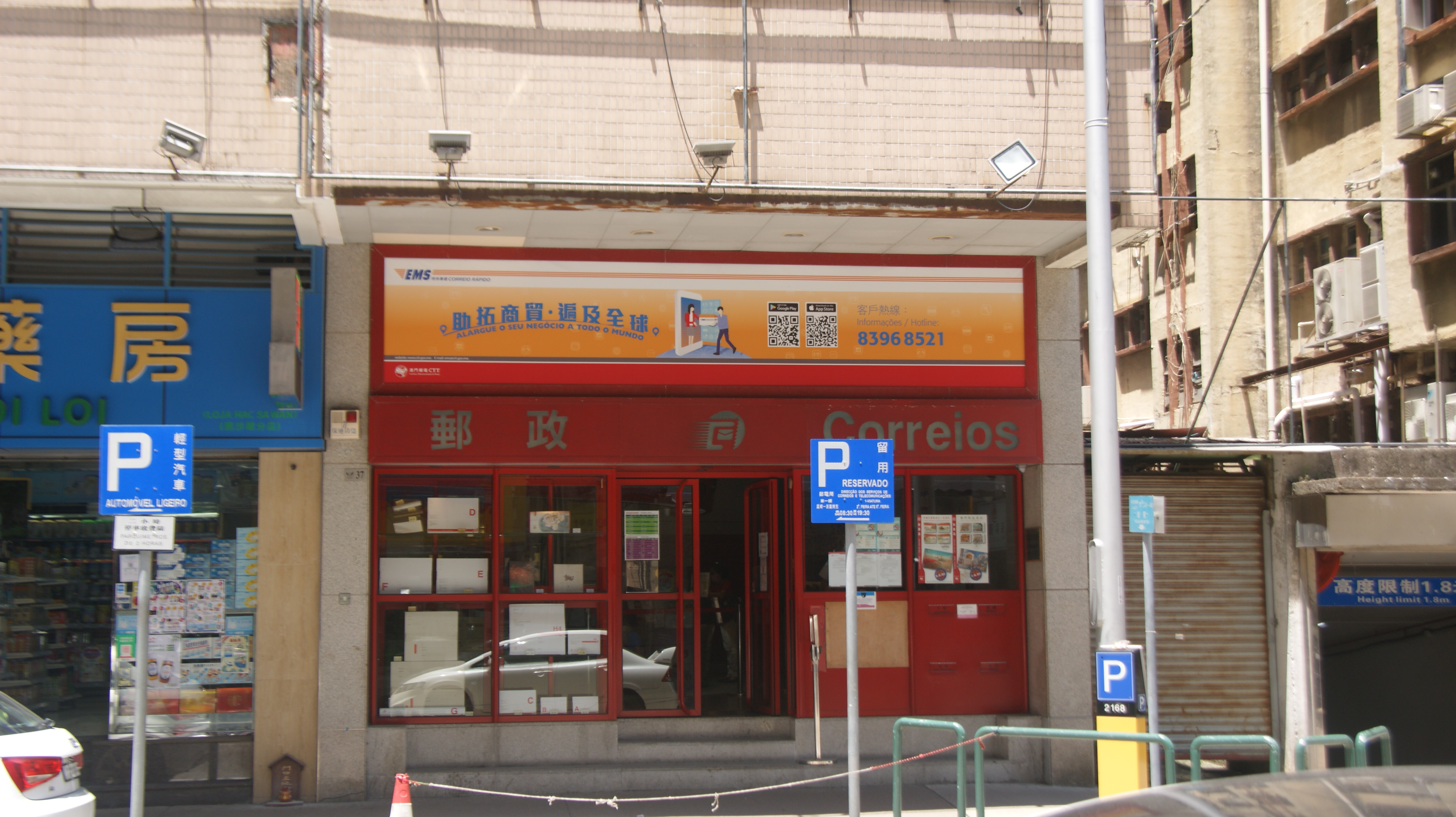
黑沙環郵政分局（2023年6月17日起終止服務，與望廈郵政分局合併）
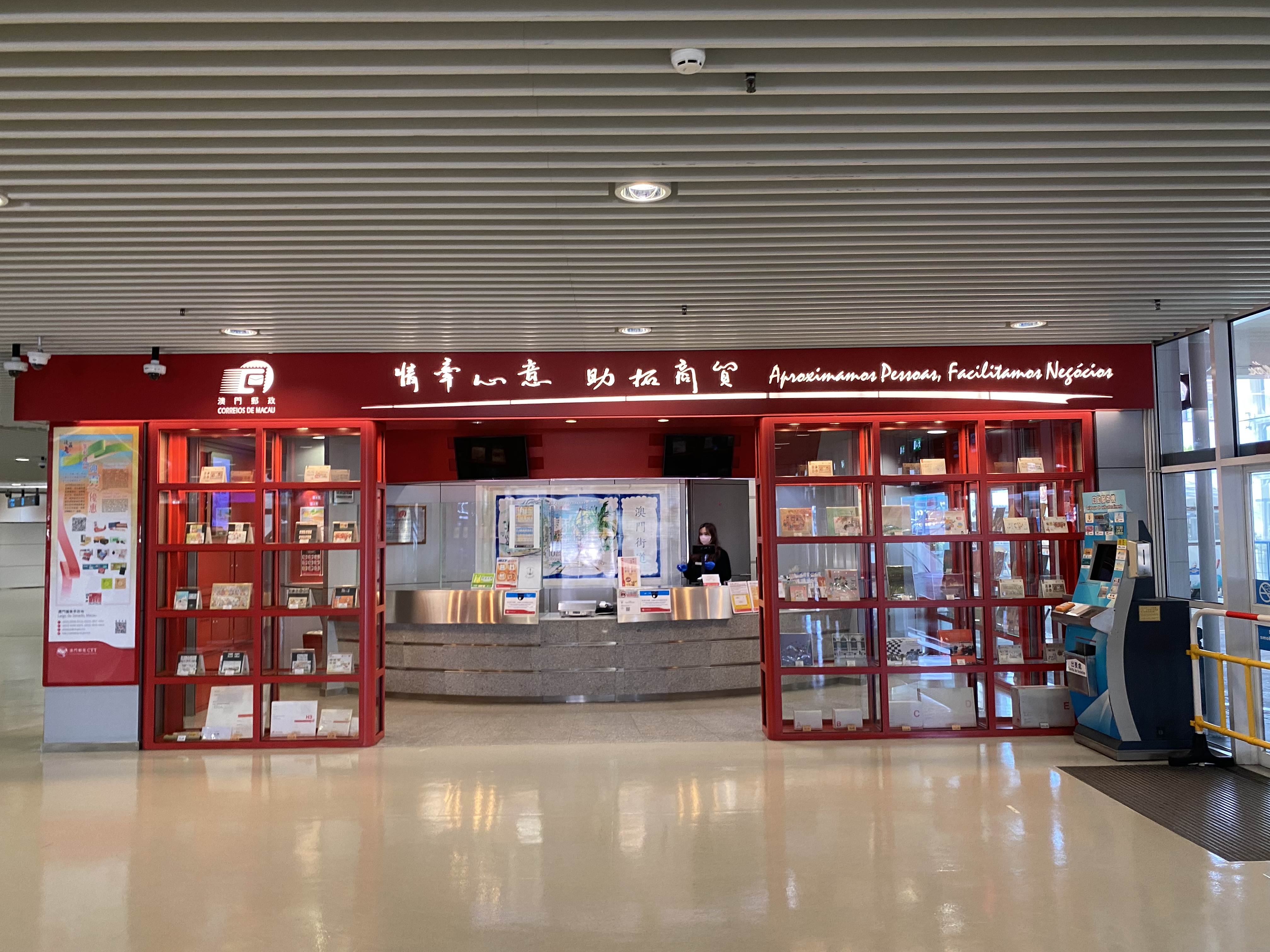
碼頭郵政分局
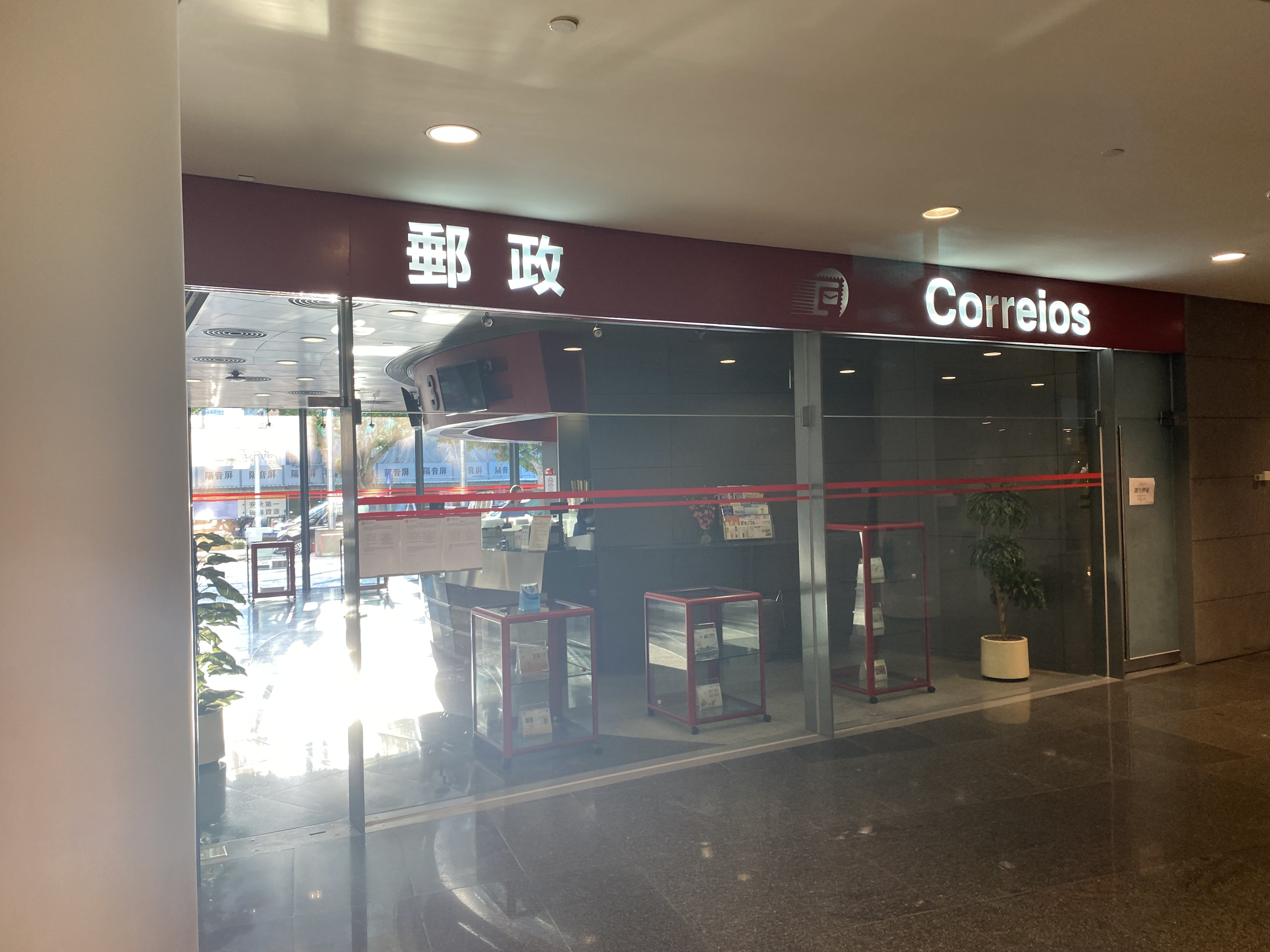
文化中心郵政分局
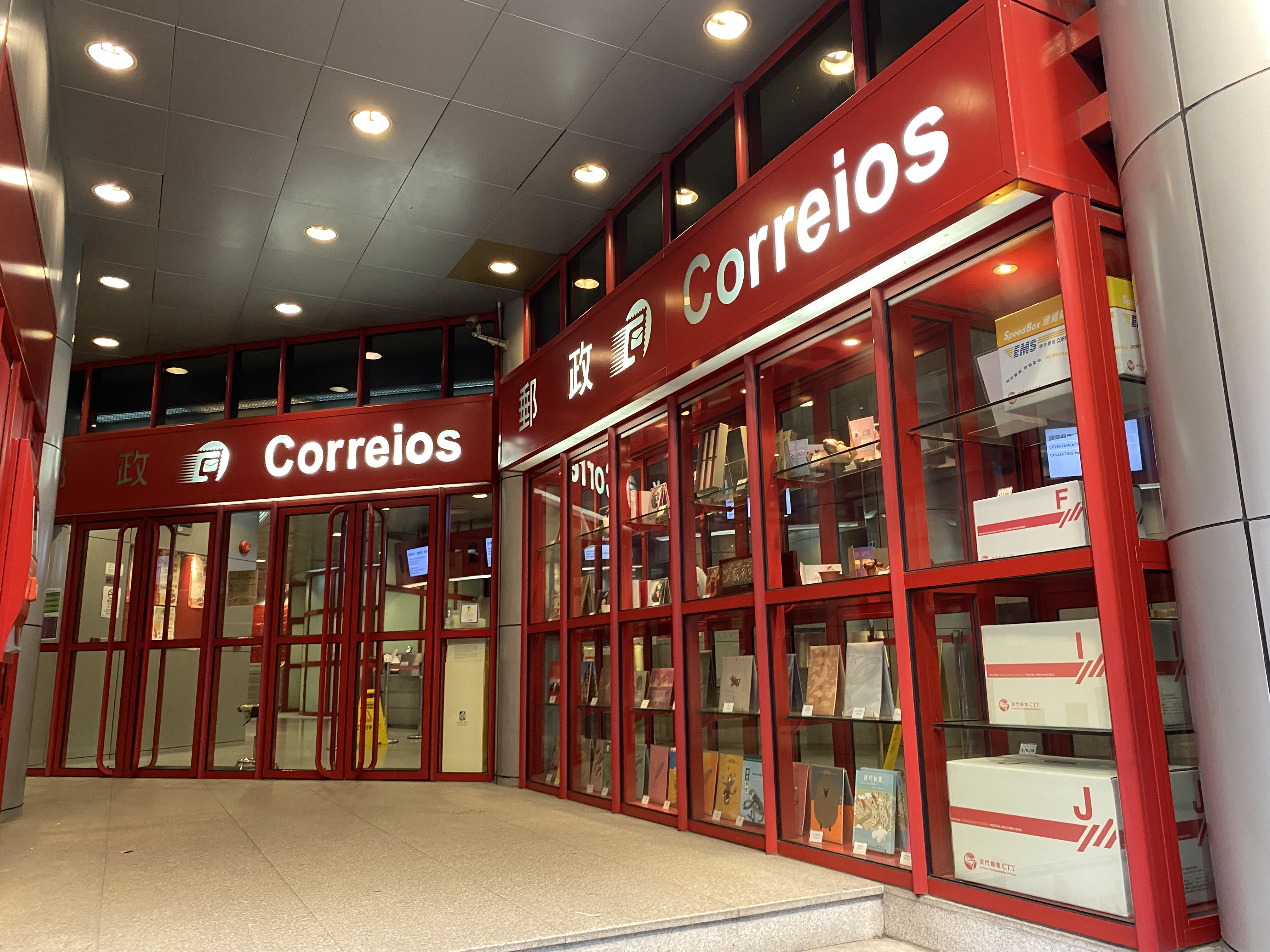
紅街市郵政分局
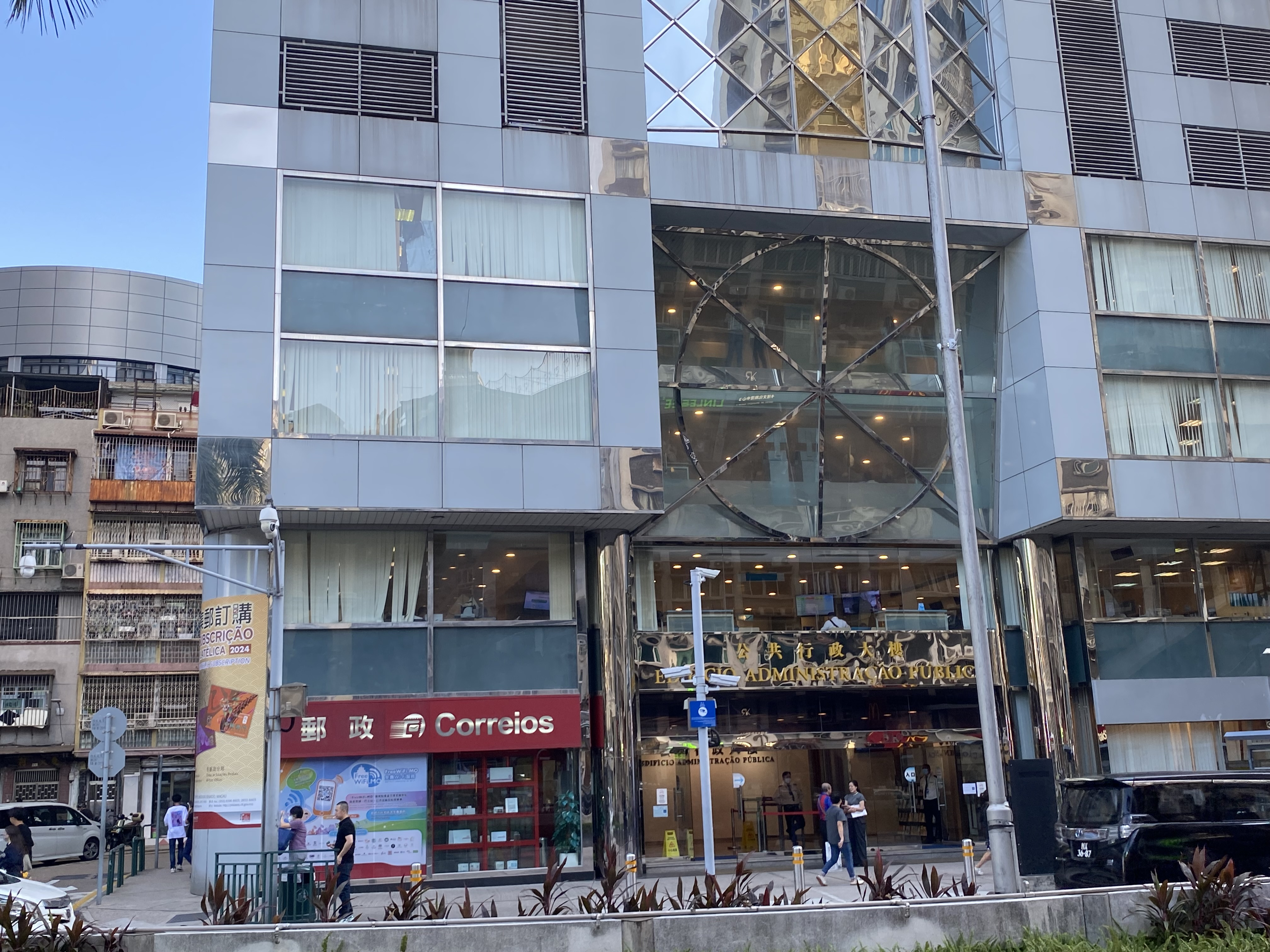
水坑尾郵政分局
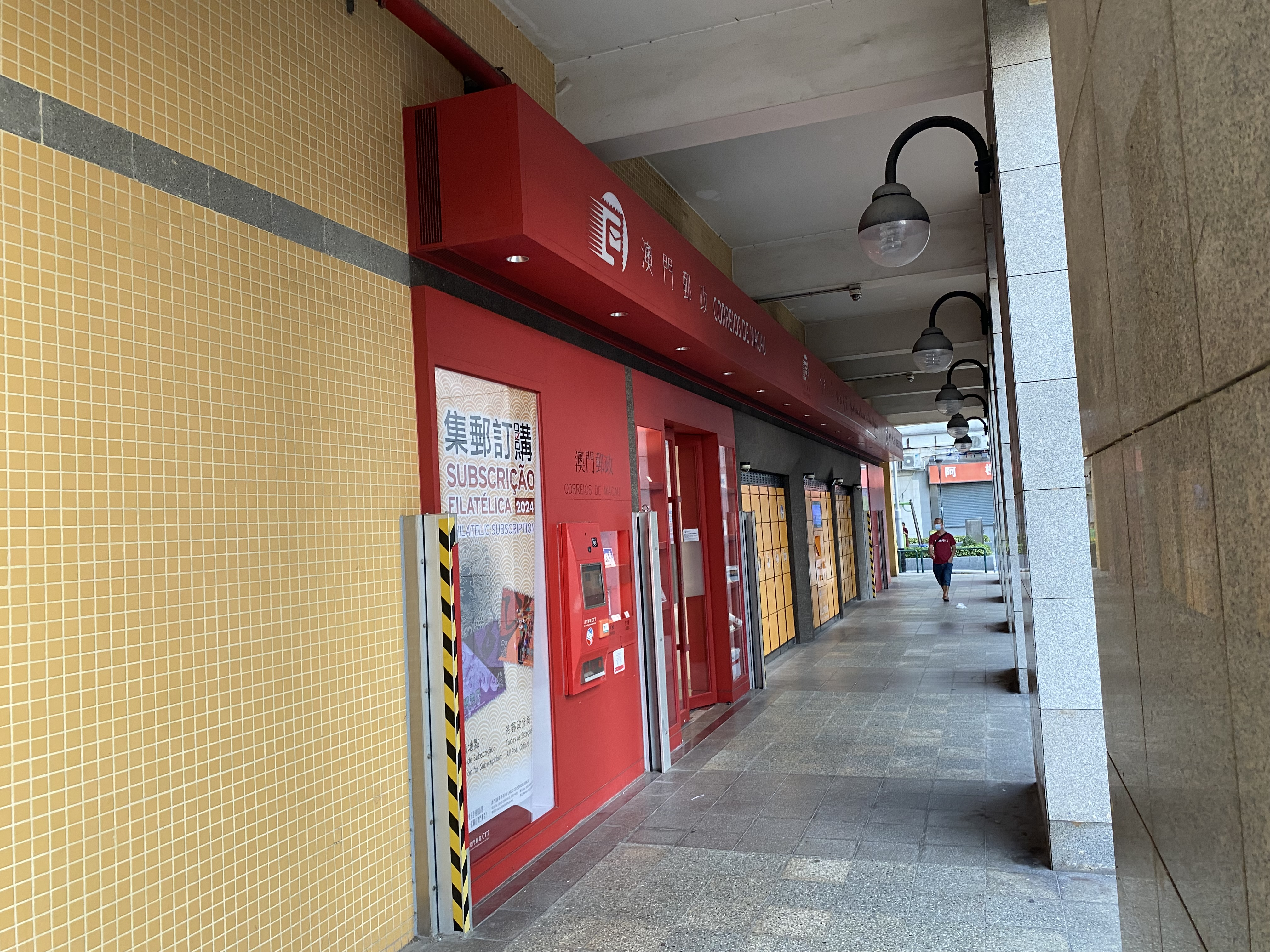
筷子基郵政分局
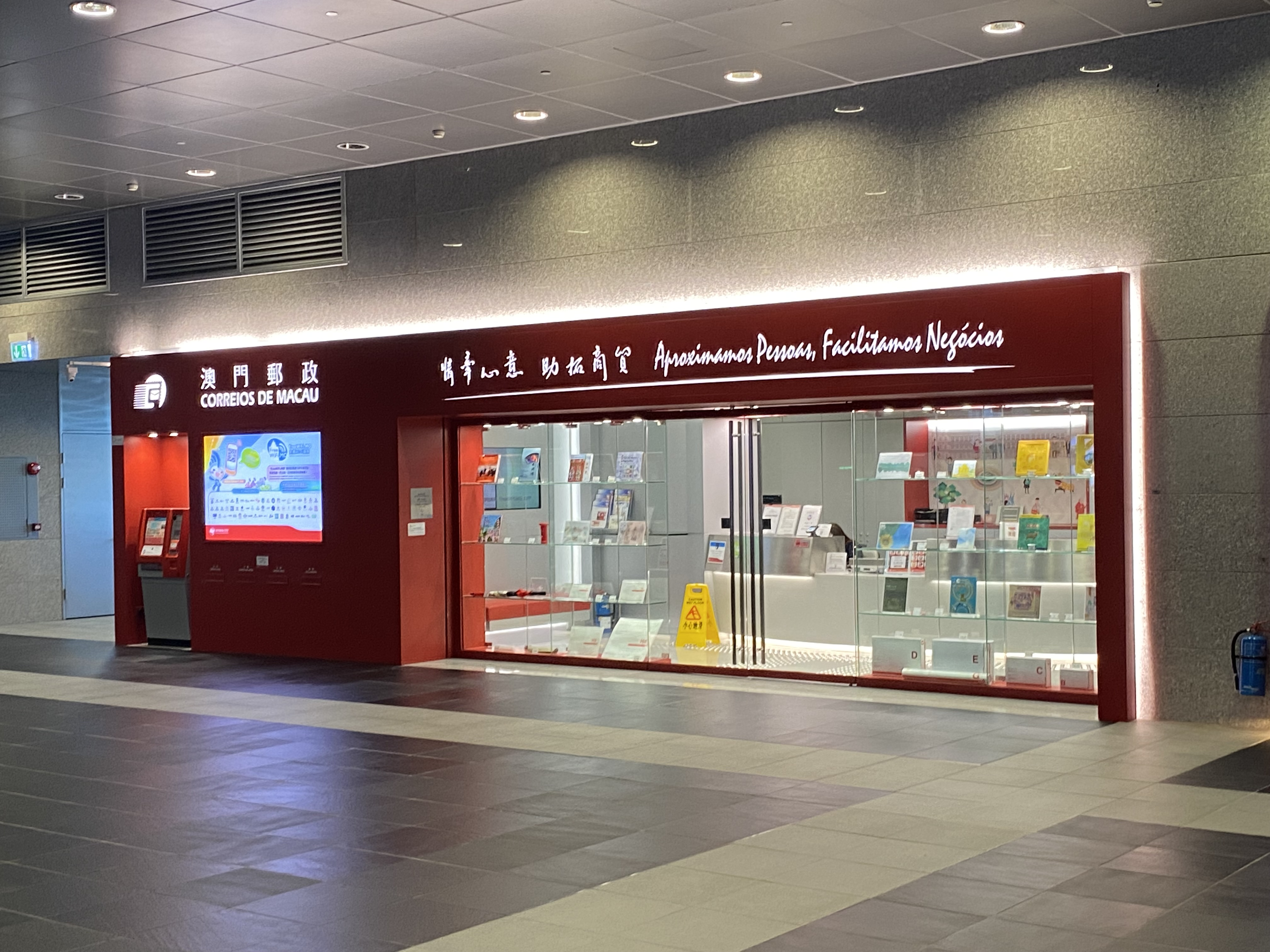
氹仔碼頭郵政分局（運作至2024年9月11日，2025年6月5日改爲自助郵務中心）
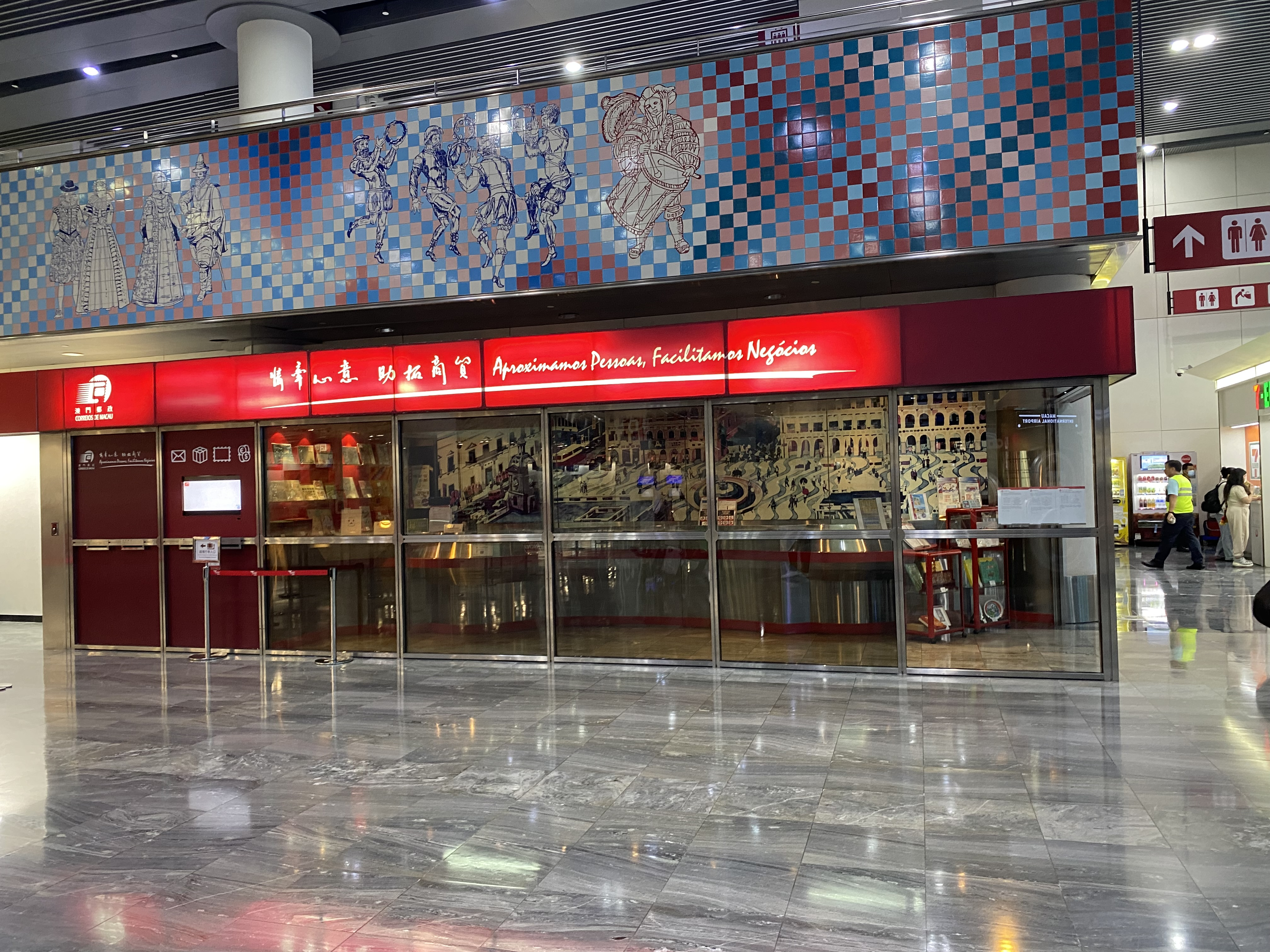
機場郵政分局
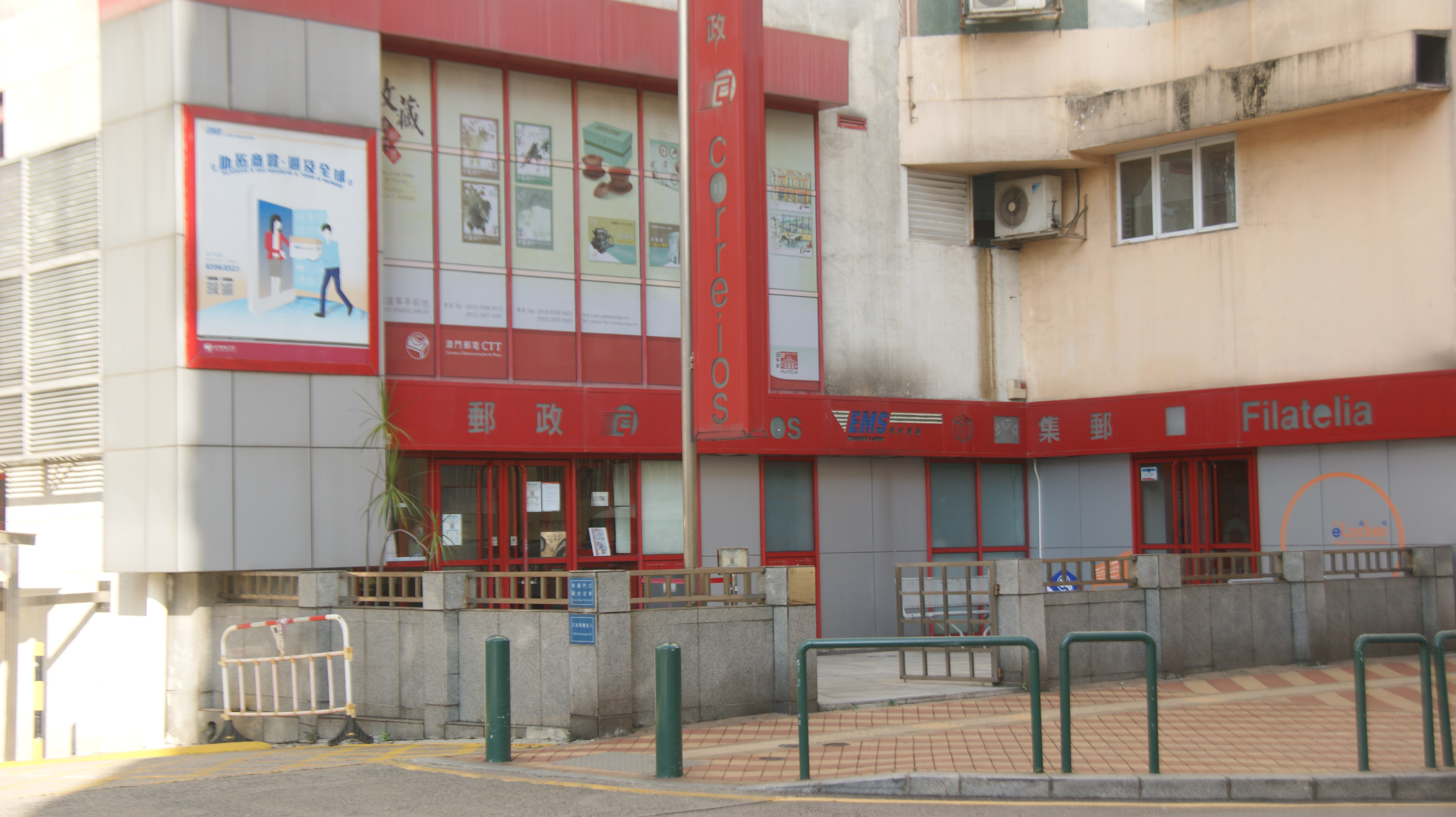
濠景郵政分局
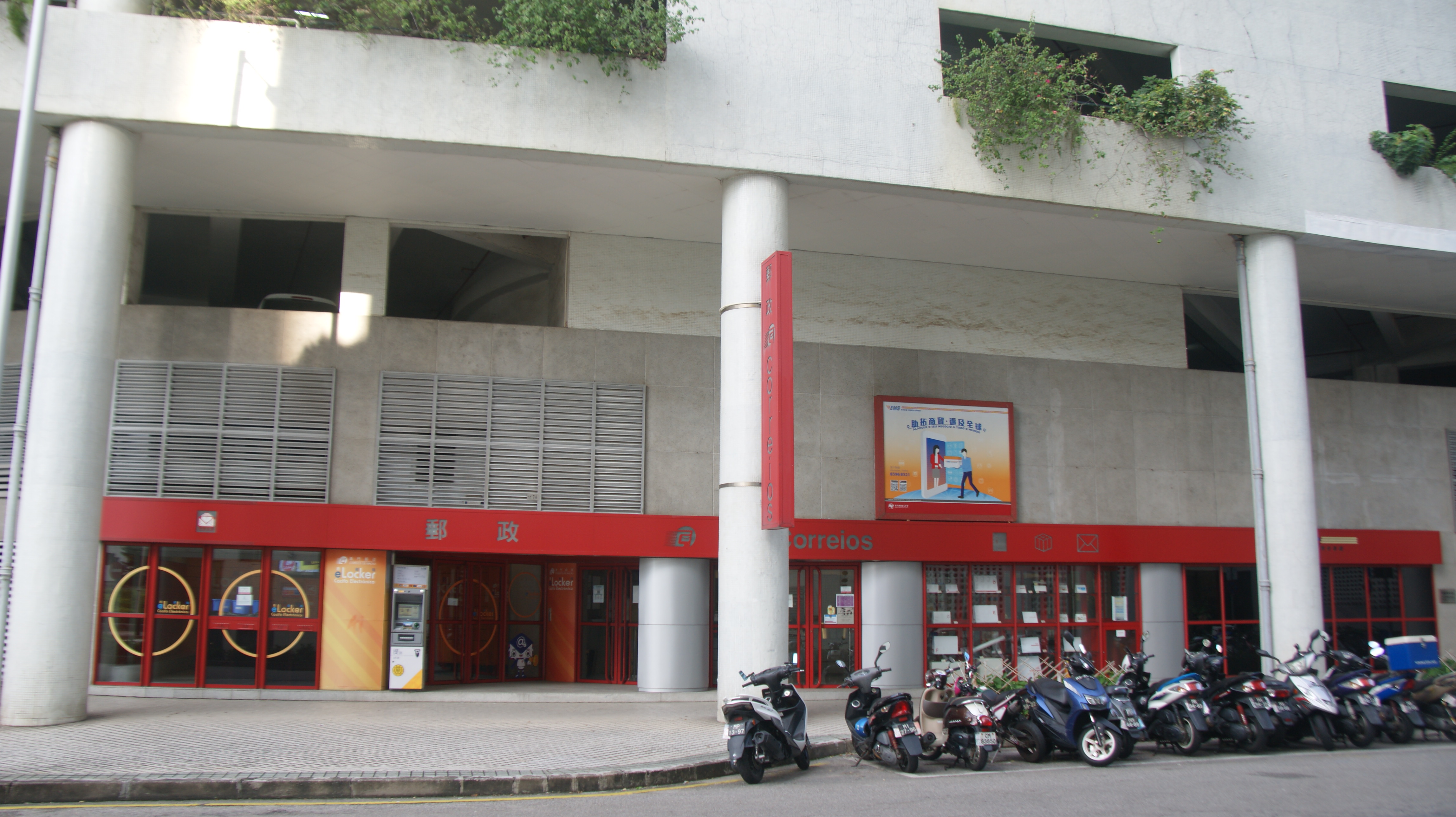
海洋花園郵政分局
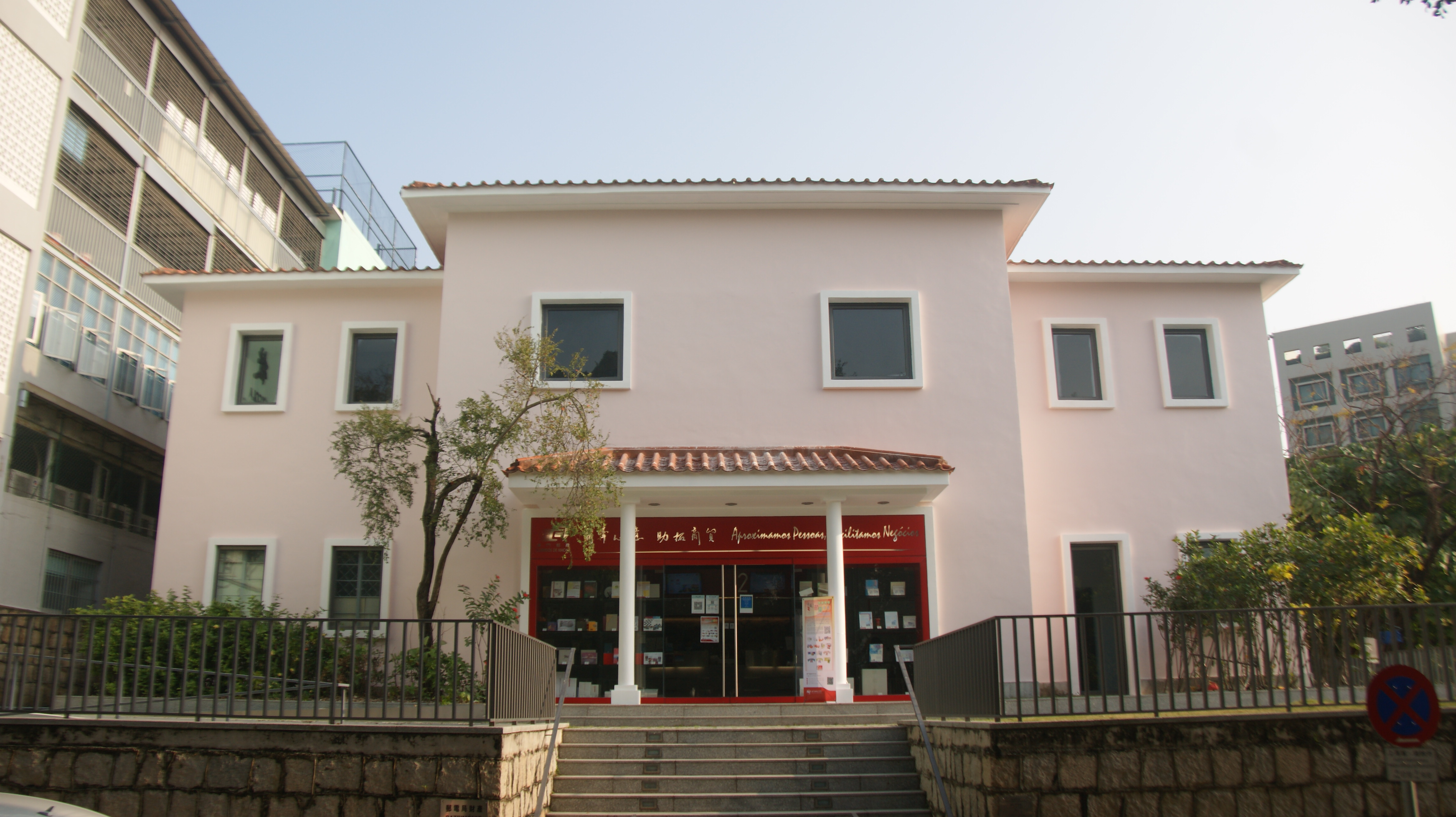
嘉模郵政分局
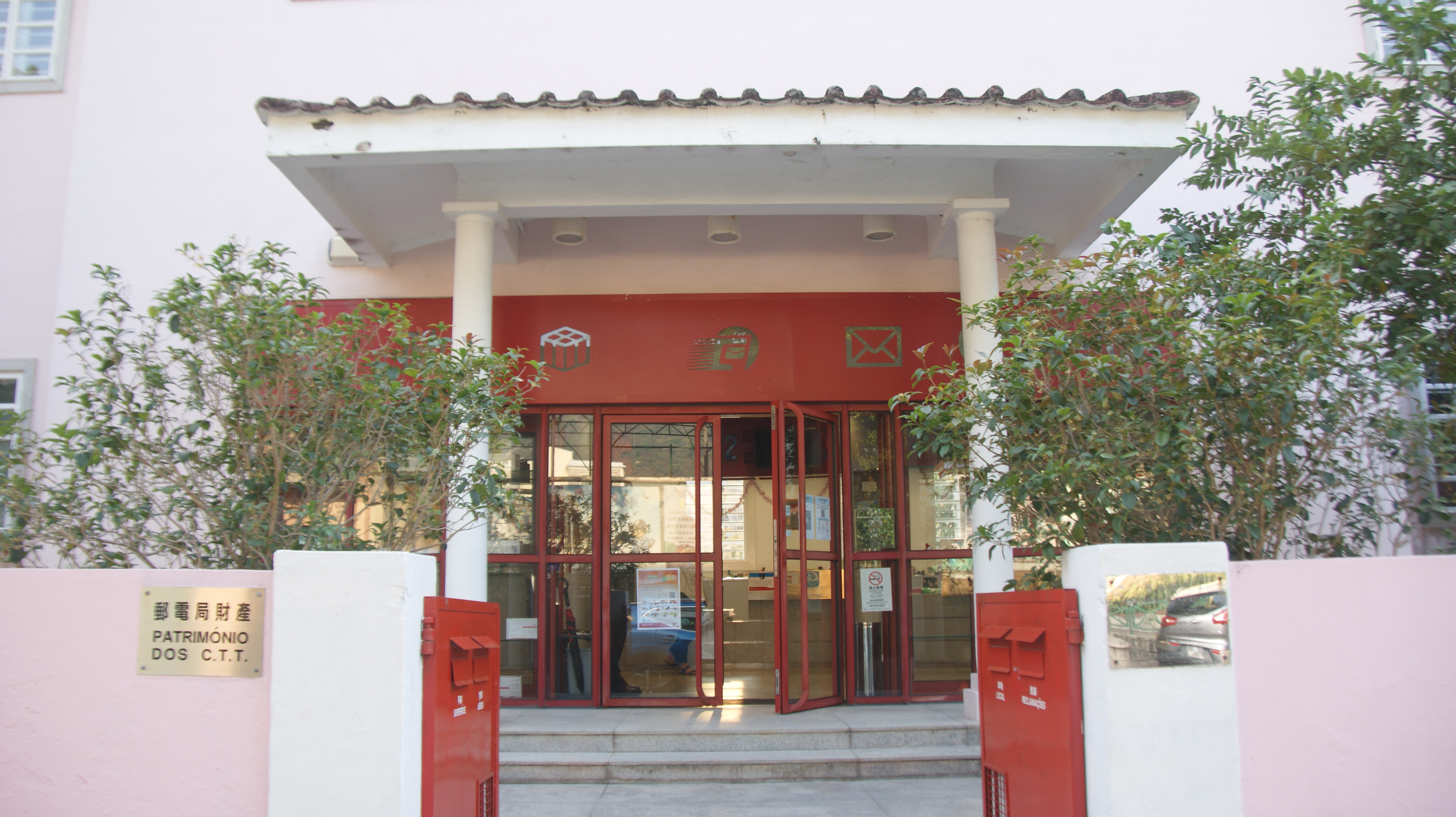
路環郵政分局
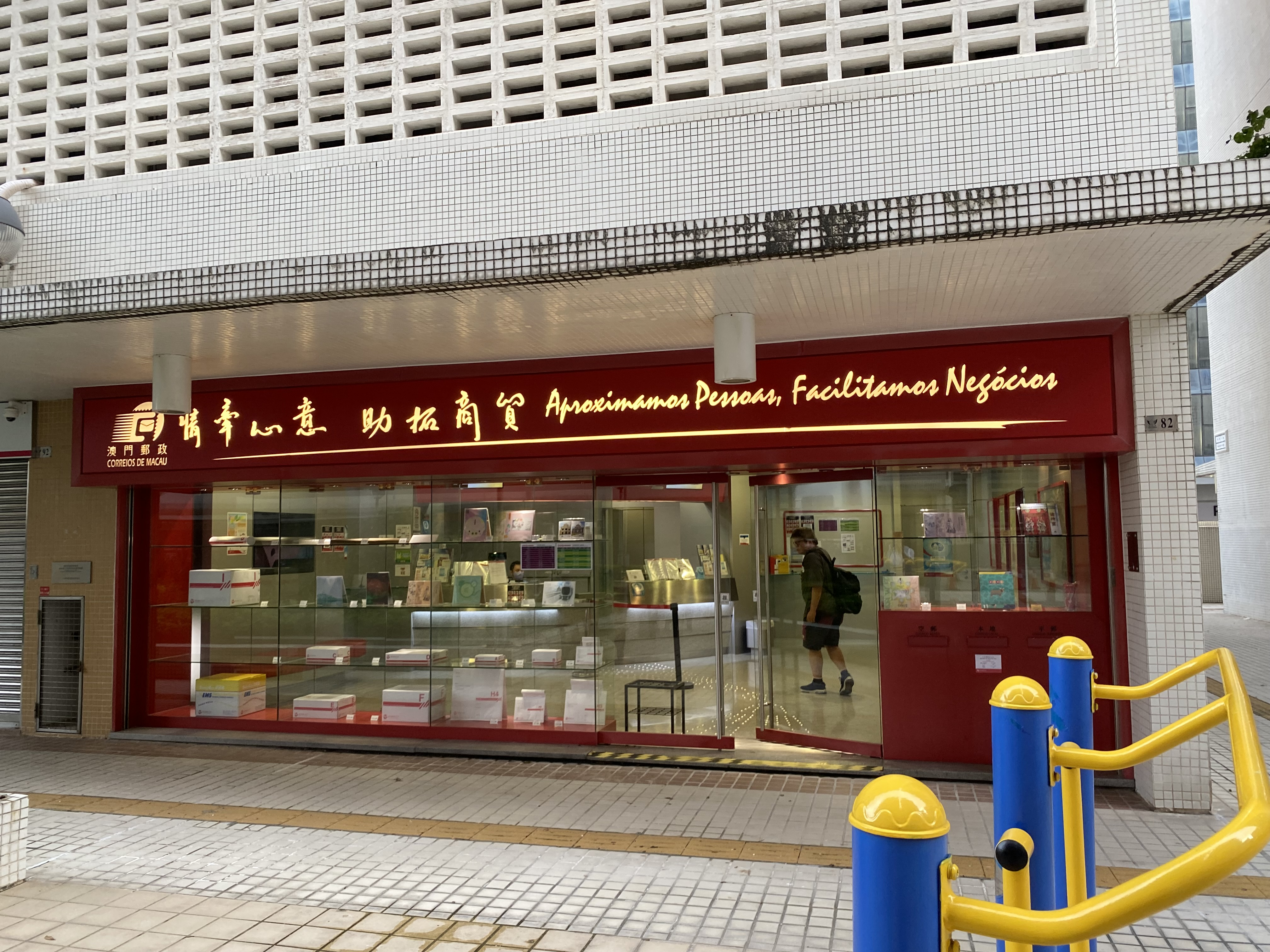
石排灣郵政分局
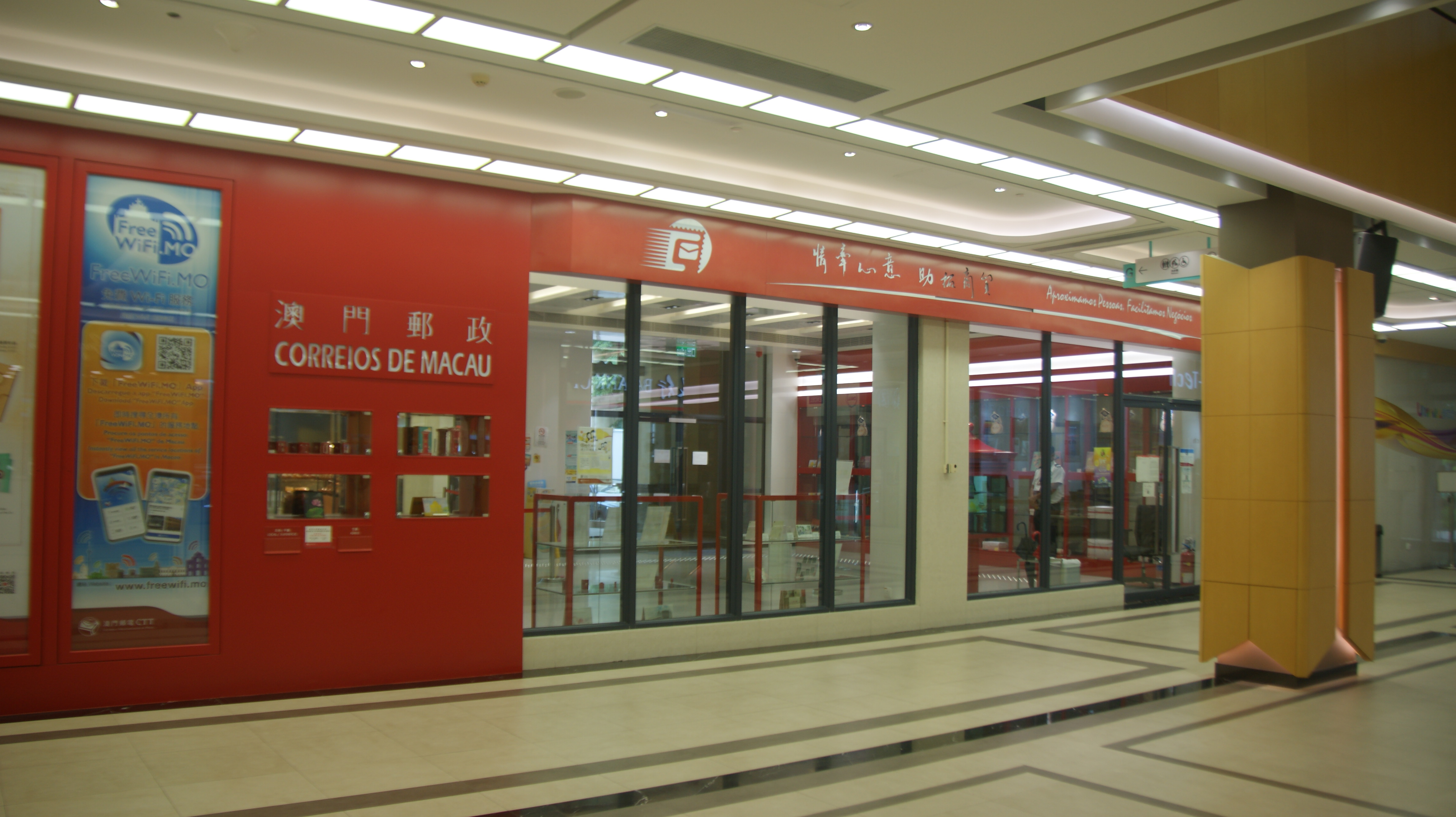
澳門大學郵政分局

### 傳統郵亭

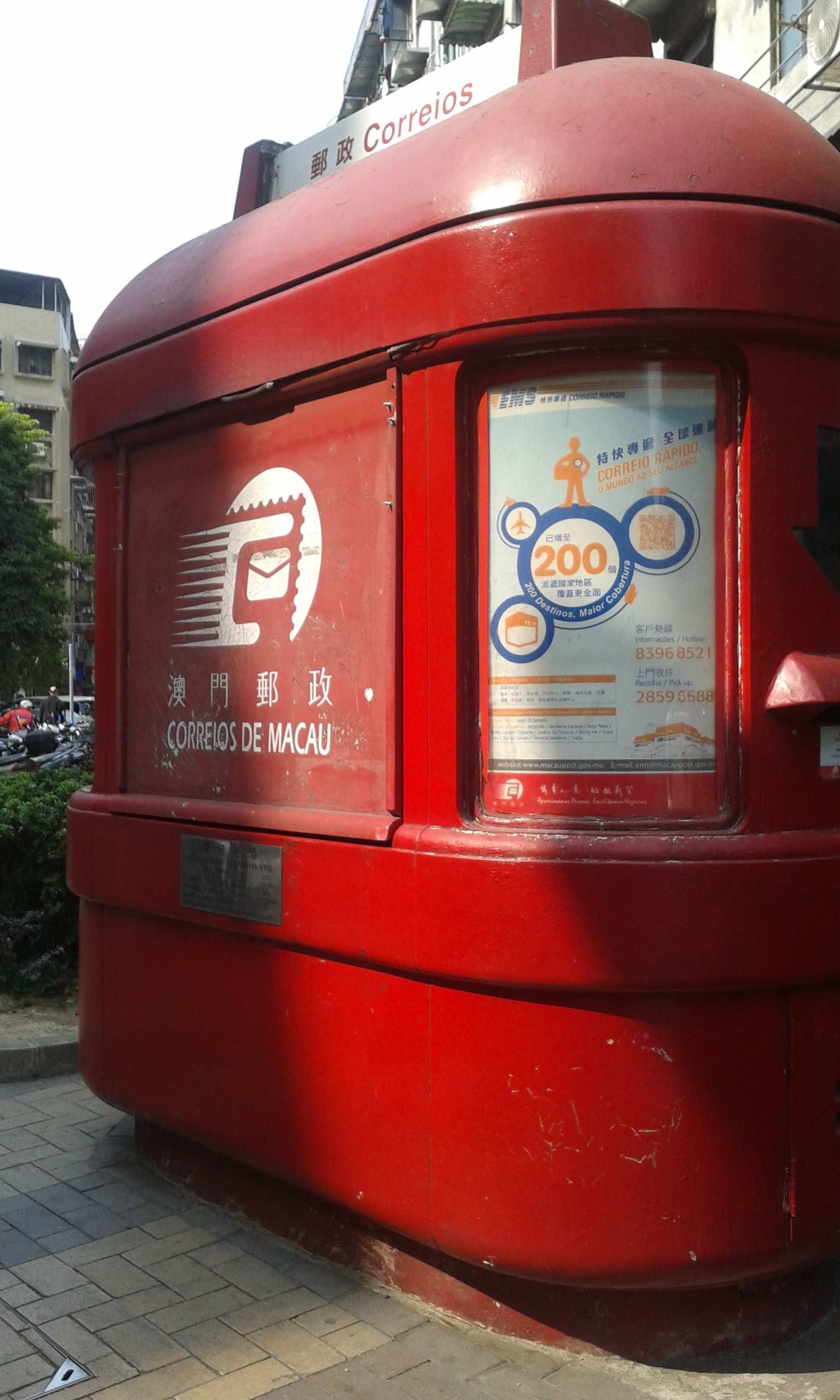
已終止服務的渡船街郵亭

在1985年至1989年間，澳門共十間郵亭提供郵政服務，由一名郵差營運，隨時代發展郵亭需求下降，郵亭業務被逐步取消與拆除，最後一個郵亭（位於渡船街）已在2019年12月31日終止服務，現時澳門只剩下郵政分局及郵箱提供服務。

### 郵箱
澳門的郵箱以紅色為主色，一共有60個郵箱分佈在澳門每個地區，為該區的居民提供郵件投遞的服務。另外還有30個自動售郵票機分佈在澳門不同地區提供郵票售賣及郵件投遞服務。

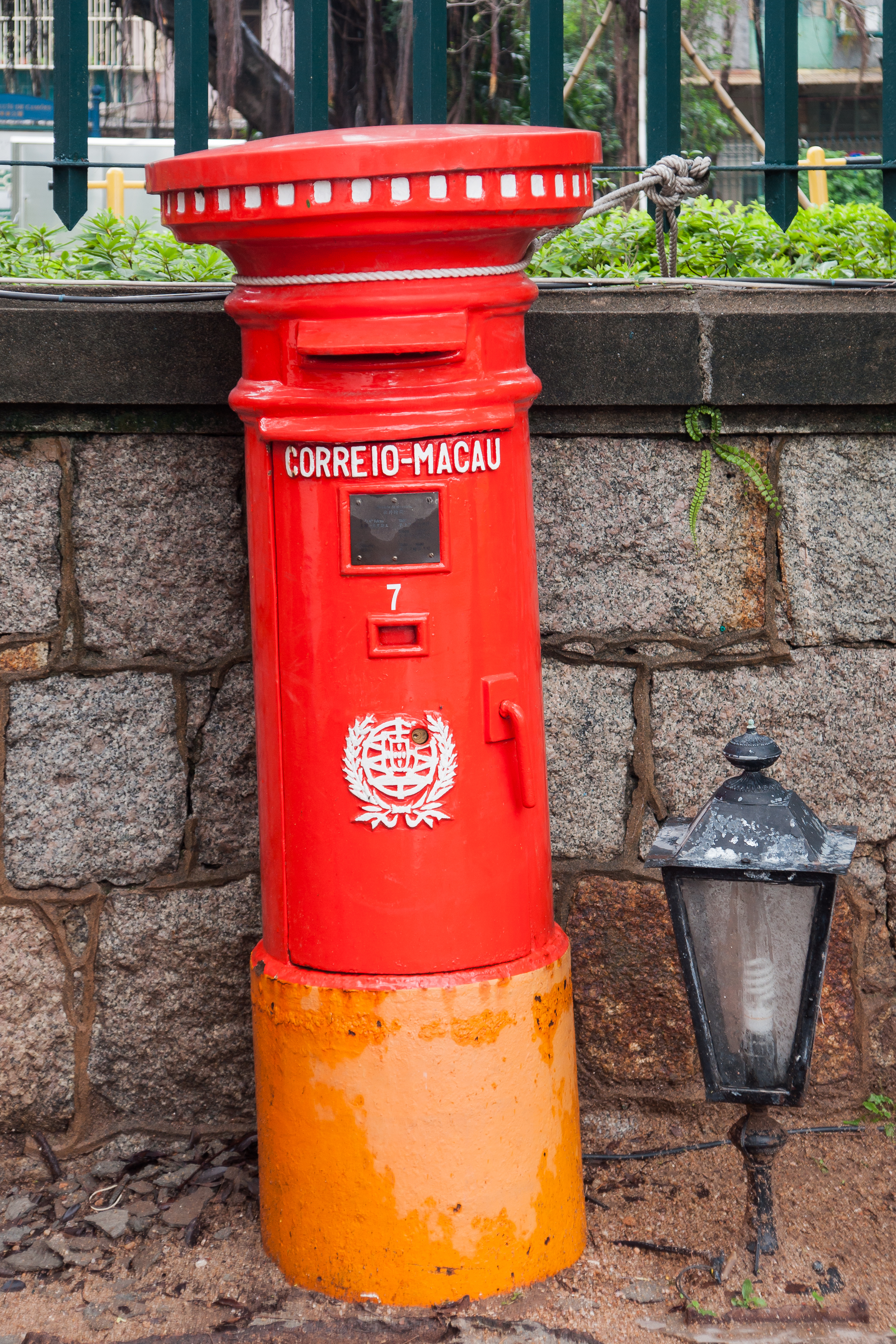
澳門郵政一款舊版的郵箱，回歸前較常見但現在已僅剩幾個。
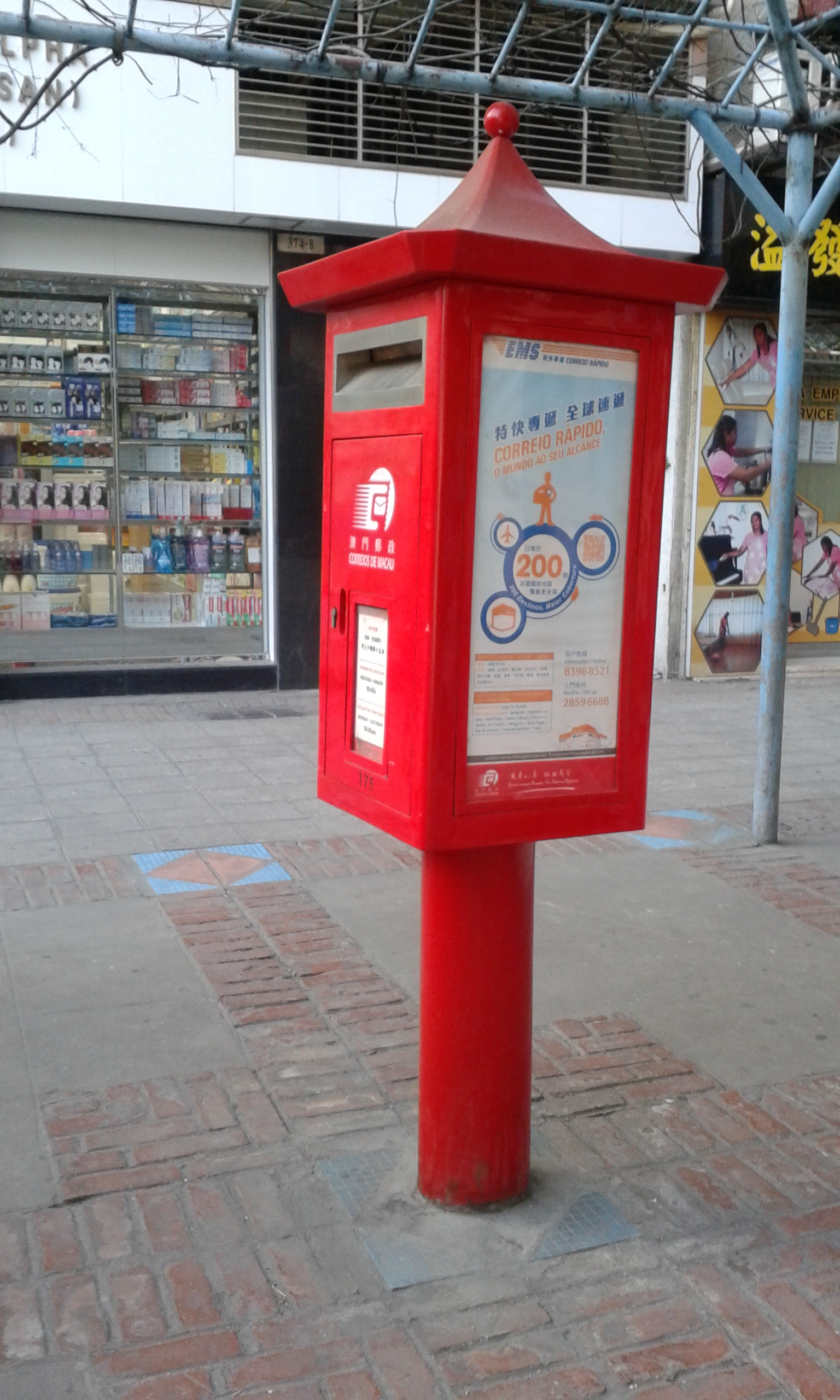
現時澳門郵政的郵箱
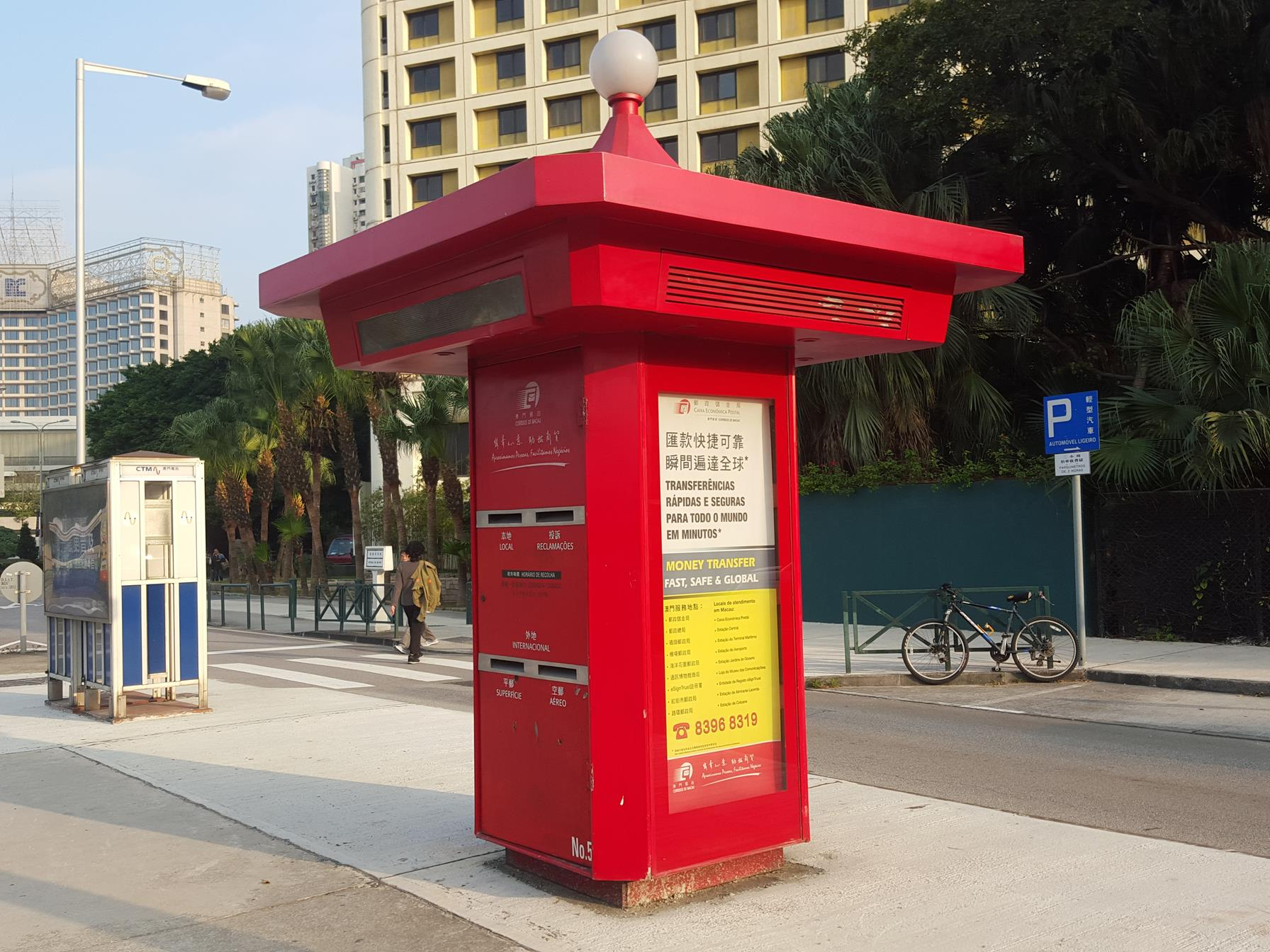
現時澳門郵政的自動售郵票機

### 自助邮务中心
目前澳門設有兩間自助邮务中心，是位於港珠澳大橋澳門邊檢大樓地面層內和氹仔客運碼頭入境大堂，设置不同类型的自助服务机。（港珠澳大橋自助郵務中心包括自动售邮票机、邮品自助售卖机、DIY明信片制作机、电子邮政资讯亭、“易邮箱”等；氹仔碼頭自助郵務中心包括郵品自助售賣機、“易郵箱” 自助式郵件領取櫃以及“易郵寄”自助寄件機），該中心為24小時全年無休開放。

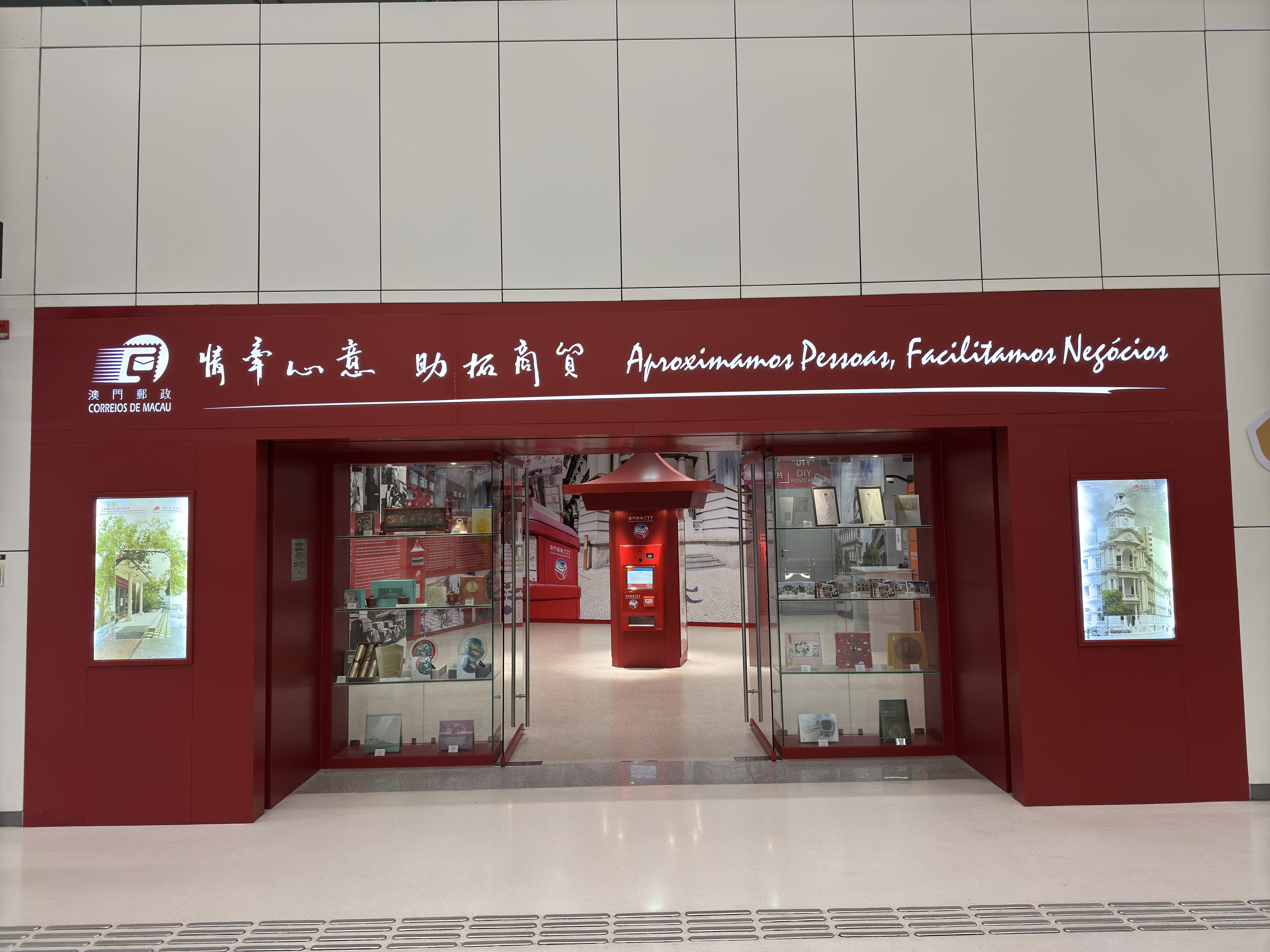
港珠澳大橋自助郵務中心
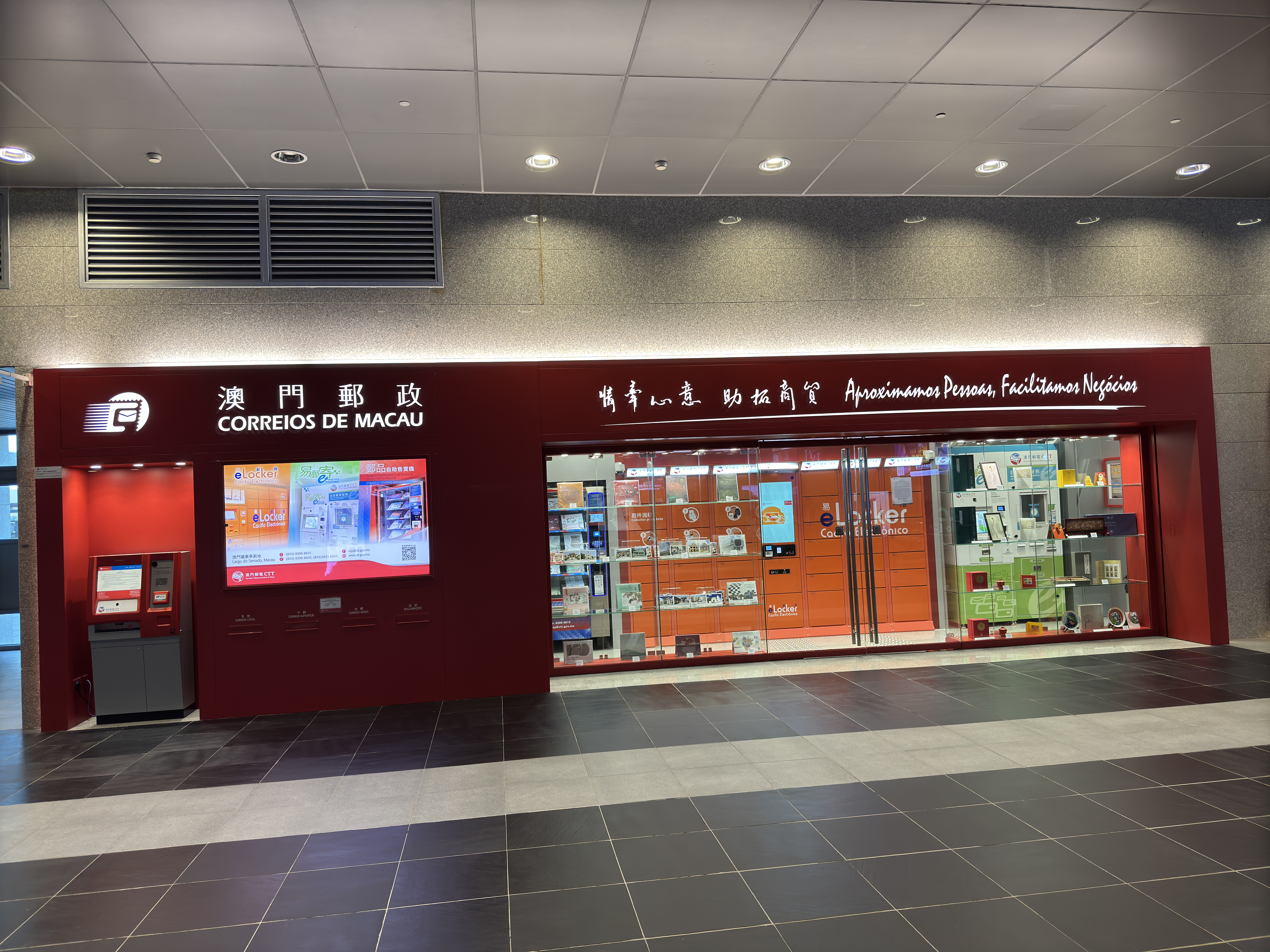
氹仔碼頭自助郵務中心

### 郵政車隊

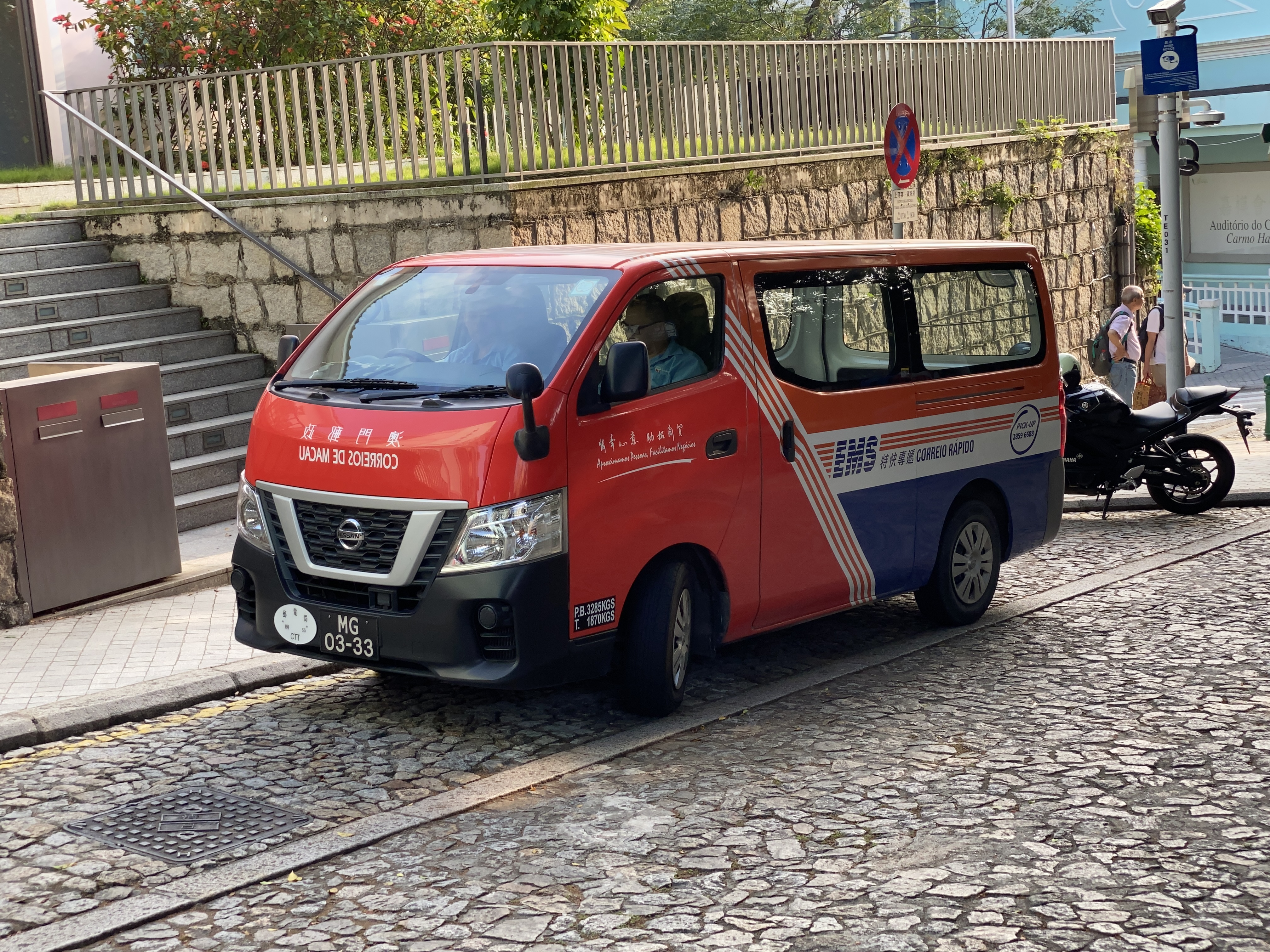
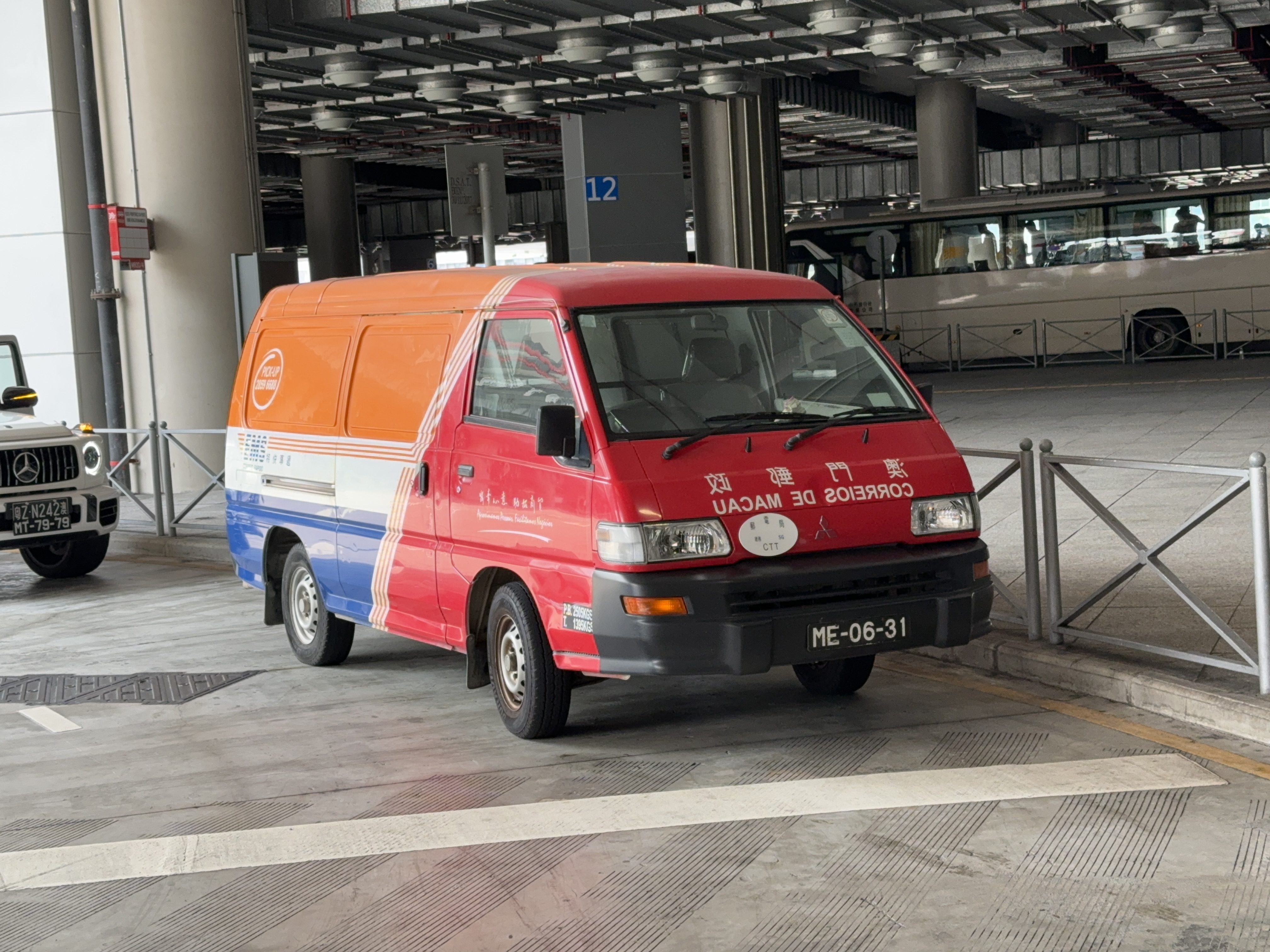
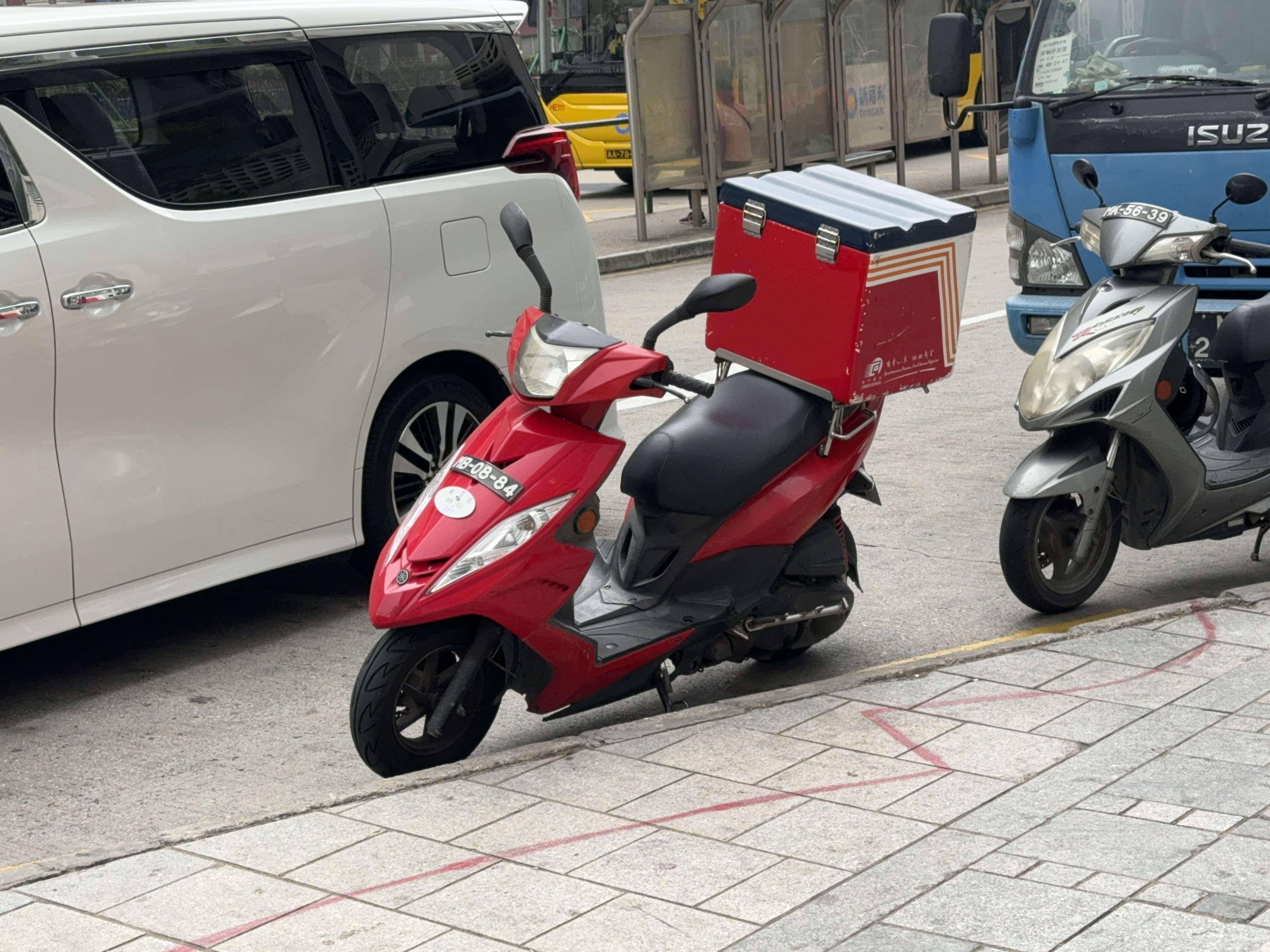

## 隸屬郵電局之下部門
| 部門名稱   | 地址                                                                           | 提供服務                   |
| ---------- | ------------------------------------------------------------------------------ | -------------------------- |
| 郵政儲金局 | 大堂街（郵政總局側）                                                           | 貸款；匯款；存款；貨幣兌換 |
| 通訊博物館 | 馬交石炮台馬路7號                                                              | 展覽                       |
| eSignTrust | 註冊署：南灣大馬路789號地下 行政辦公室：澳門馬交石炮台馬路11-11號D郵政大樓12樓 | 電子認證服務               |

## 歷任局長
郵電司時期（回歸前）
- 羅庇士（Carlos Alberto Roldão Lopes）（1990年—2000年）

郵政局時期（回歸後）
- 羅庇士（Carlos Alberto Roldão Lopes）（2000年—2010年）
- 劉惠明（2000年—2016年）

郵電局時期
- 劉惠明（2017年—）

## 該局標誌

郵電局標誌
郵政範疇
通訊博物館

## 外部連結
- 澳門郵電局
- 郵政儲金局
- 郵政局電子認證服務
- 通訊博物館
- 城市指南 澳門郵政服務 （页面存档备份，存于）
- 澳門郵電的Facebook專頁

| 新頭銜                  | 葡屬澳門郵電廳 | 繼任： · 葡屬澳門郵電司 |
| 前任： · 葡屬澳門郵電廳 | 葡屬澳門郵電司 | 繼任： · 澳門郵電局     |
| 前任： · 葡屬澳門郵電司 | 澳門郵電局     | 繼任： · 澳門郵政局     |
| 前任： · 澳門郵電局     | 澳門郵政局     | 繼任： · 澳門郵電局     |
| 前任： · 澳門郵政局     | 澳門郵電局     | 現任                    |